# پیونیتسا پد بارانامی

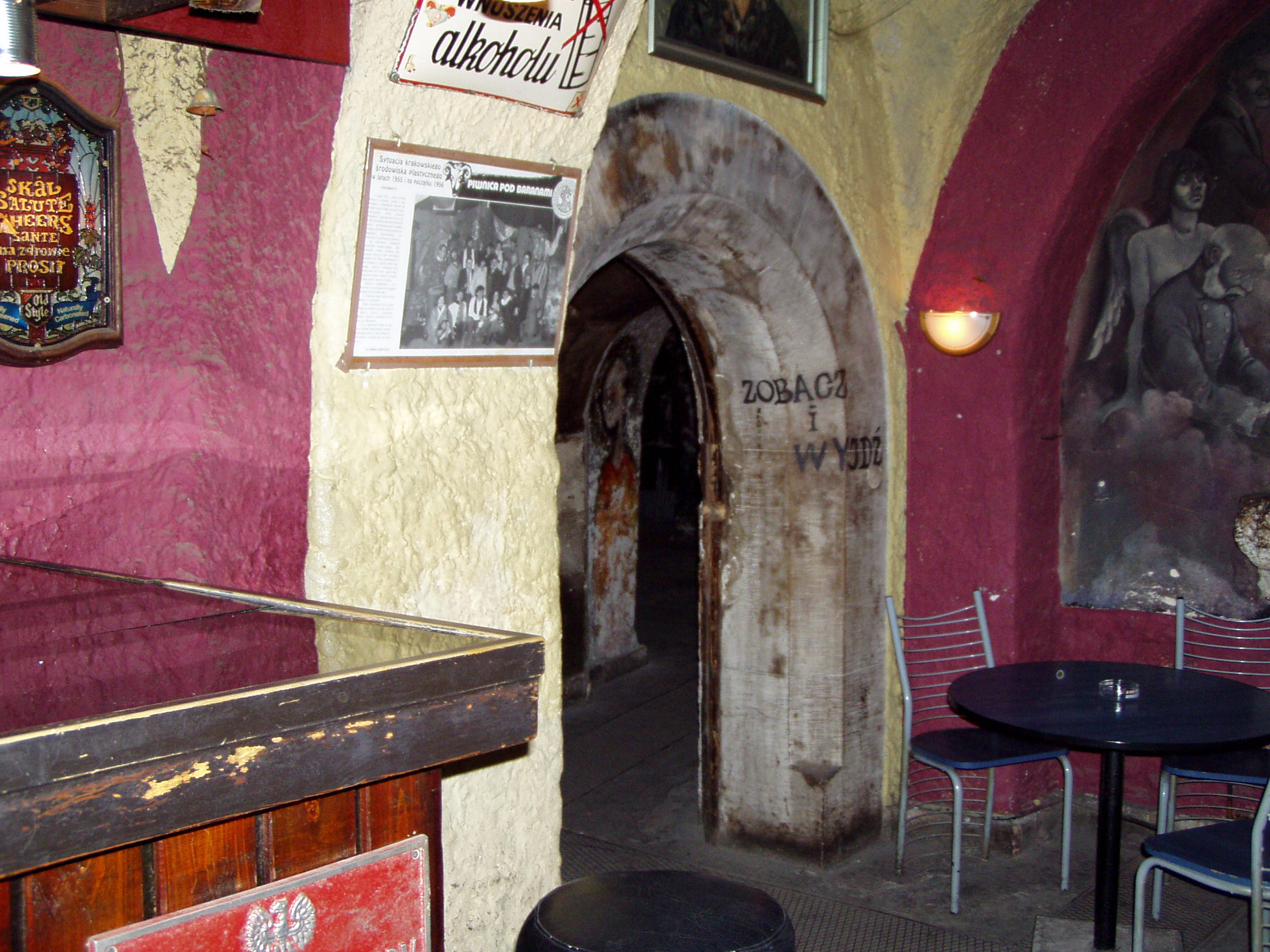
ورودیِ کابارهٔ «پیونیتسا پد بارانامی»

پیوْنیتسا پُد بارانامی (لهستانی: Piwnica pod Baranami) که به معنای «زیرزمین» یا «سرداب زیر استحکامات» است، یک کاباره ادبی در شهر کراکوف در لهستان است. بیش از ۳۰ سال و تا پایان دوران کمونیسم، این مکان در دوران جمهوری خلق لهستان، به‌عنوان مشهورترین کابارهٔ سیاسی این کشور مطرح بود.
این کاباره در سال ۱۹۵۶ میلادی توسط پیوتر اسکژنتسکی در بخش تاریخی و قرون وسطایی کراکوف بنیان نهاده شد و همچنان فعال است. در آغاز، این مکان محلی برای گردهمایی‌های دانشجویی بود و کم‌کم هنرمندانی از ژانرها و رشته‌های هنری گوناگون همچون نویسندگان، موسیقیدانان، هنرمندان بصری و هنرپیشگان در آن به فعالیت پرداختند. پس از ۵۰ سال، سبک و سیاق این کاباره چنان شهرت یافت که اصطلاح «سبک زیرزمینی» وارد زبان لهستانی شد. تأثیر پیونیتسا فراتر از هنر رفته است؛ آن را اینگونه توصیف کرده‌اند: «چیزی فراتر از یک کاباره بود. نسیمی از آزادی و فاصله‌ای طعنه‌آمیز با واقعیتی که ما را احاطه کرده بود.»

## برخی از هنرمندان این کاباره
- آندری وایدا
- یوآنا اولچاک-رونیکر
- کریستینا زاخفاتوویچ
- اوا دمارچک
- زیگمونت کنیچنی
- یان نووینسکی
- کریستف پندرسکی
- کشیشتف کومه‌دا
- تادئوش کفینتا
- آنا دیمنا
- لشک دوئوگش
- یان گونتنر
- آندژی کورلویچ
- باربارا ناوراتوویچ
- آگنیشکا اوشیتسکا
- برونیسواف خرومه
- میروسواف اوبووینسکی
- کیکا شاشکویچووا
- یژی توروویچ
- گژگوش تورنائو
- یژی وتولانی
- آندژی مای